# Stazione di Brandizzo
Stazione di Brandizzo vasútállomás Olaszországban, Brandizzo településen.

## Vasútvonalak
Az állomást az alábbi vasútvonalak érintik:
- Torino–Milánó-vasútvonal

## Kapcsolódó állomások
A vasútállomáshoz az alábbi állomások vannak a legközelebb:
- Stazione di Chivasso (Stazione di Chivasso, Line SFM2)
- Stazione di Settimo (Stazione di Pinerolo, Line SFM2)